# ハムレットマシーン
「ハムレットマシーン」（独：Die Hamletmaschine）は、ハイナー・ミュラーによって1977年に発表された劇作。シェイクスピアの「ハムレット」を下敷きにしつつ、従来のドラマ形式を解体した前衛演劇であり、ミュラーの代表作である。演出家マティアス・ラングホフと共同で「ハムレット」の翻案作業を進める中で作られたもので、西ドイツの雑誌『テアター・ホイテ』に掲載されたが、東ドイツでは1990年のドイツ統一まで出版されなかった。
初出誌で2ページを占めるだけの短いテクストであった。全体は5場からなる。通常の対話や役などはなく、シェイクスピアのほかドストエフスキー、ヘルダーリン、カフカ、アルトー、T.S.エリオット、聖書といったさまざまテクストからの引用や暗喩を織り交ぜたコラージュ的なモノローグとなっており、作品の最後にシャロン・テート殺害事件の被告スーザン・アトキンスの言葉が引用されている。「ハムレットマシーン」のイニシャルH・Mは作者ハイナー・ミュラーの頭文字を示すとも言われ、ミュラー自身の自己内省とも解釈される。ミュラーによれば、この作品のイメージの源泉はマルセル・デュシャンの「独身者の機械」にあり、また自伝ではジル・ドゥルーズ＝フェリックス・ガタリの著作『カフカ マイナー文学のために』からの影響も示している。
初演は1979年1月30日、パリのサン・ドニ・ジェラール・フィリップ劇場で、ジャン・ジュルドゥイユの演出で行われた。その後、ニューヨークで1986年にロバート・ウィルソンの演出でも上演され、この公演はミュラー自身高い評価を与えている。壁崩壊直前の1990年には、東ドイツのベルリン座でミュラー自身の演出により、「ハムレット」のなかに「ハムレットマシーン」を挿入した「ハムレット/マシーン」が初演されている。

## 日本語訳
- ハイナー・ミュラー 『ハムレットマシーン シェイクスピア・ファクトリー』 〈ハイナー・ミュラー・テクスト集〉 岩淵達治、谷川道子訳、未来社、1992年